# Pseudosphex noverca
Pseudosphex noverca là một loài bướm đêm thuộc phân họ Arctiinae, họ Erebidae.